# Calycomyza
Calycomyza este un gen de muște din familia Agromyzidae.

## Specii[1]
- Calycomyza addita
- Calycomyza ambrosiae
- Calycomyza arcuata
- Calycomyza artemisiae
- Calycomyza bahamarum
- Calycomyza barbarensis
- Calycomyza bicolor
- Calycomyza brewerae
- Calycomyza caguensis
- Calycomyza cassiae
- Calycomyza chilena
- Calycomyza chinensis
- Calycomyza colombiana
- Calycomyza compositana
- Calycomyza crotalarivora
- Calycomyza cruciata
- Calycomyza cuspidata
- Calycomyza cynoglossi
- Calycomyza devia
- Calycomyza dominicensis
- Calycomyza durantae
- Calycomyza ecliptae
- Calycomyza egregia
- Calycomyza enceliae
- Calycomyza eupatorivora
- Calycomyza exquisita
- Calycomyza flavinotum
- Calycomyza flavomaculata
- Calycomyza frickiana
- Calycomyza genebrensis
- Calycomyza gigantea
- Calycomyza grenadensis
- Calycomyza humeralis
- Calycomyza hyptidis
- Calycomyza hyptisicola
- Calycomyza illustris
- Calycomyza insolita
- Calycomyza ipomaeae
- Calycomyza ipomoeaphaga
- Calycomyza ipomoensis
- Calycomyza irreperta
- Calycomyza irwini
- Calycomyza jamaicana
- Calycomyza jucunda
- Calycomyza jucundacea
- Calycomyza lantanae
- Calycomyza longicauda
- Calycomyza majuscula
- Calycomyza malvae
- Calycomyza melantherae
- Calycomyza menthae
- Calycomyza meridiana
- Calycomyza michiganensis
- Calycomyza mikaniae
- Calycomyza minor
- Calycomyza mystica
- Calycomyza novascotiensis
- Calycomyza obscura
- Calycomyza opaca
- Calycomyza orientalis
- Calycomyza palmaris
- Calycomyza parilis
- Calycomyza perplexa
- Calycomyza platyptera
- Calycomyza polygonicola
- Calycomyza promissa
- Calycomyza pseudotriumfettae
- Calycomyza punctata
- Calycomyza richardsi
- Calycomyza servilis
- Calycomyza sidae
- Calycomyza solidaginis
- Calycomyza sonchi
- Calycomyza steviae
- Calycomyza subapproximata
- Calycomyza triumfettae
- Calycomyza turbida
- Calycomyza unicampensis
- Calycomyza urania
- Calycomyza vallicola
- Calycomyza verbenae
- Calycomyza verbenivora
- Calycomyza verbesinae
- Calycomyza yepezi